# Grand Prix automobile de Grande-Bretagne 1955
GP précédent GP suivant
Le Grand Prix de Grande-Bretagne 1955 (VIIIth British Grand Prix), disputé sur le circuit d'Aintree le 16 juillet 1955, est la quarante-septième épreuve du championnat du monde de Formule 1 courue depuis 1950 et la sixième manche du championnat 1955.

## Contexte avant le Grand Prix

### Le championnat du monde
Le championnat du monde des conducteurs se dispute suivant la réglementation 2,5 litres (moteur 2 500 cm3 atmosphérique ou 750 cm3 suralimenté, carburant libre) de la Formule 1, en vigueur depuis 1954, exception faite de l'épreuve des 500 Miles d'Indianapolis, courus selon l'ancienne formule internationale. Juan Manuel Fangio et sa Mercedes exercent une domination totale sur leurs adversaires depuis le retour en Grand Prix du constructeur allemand l'année précédente, et ont cette saison remporté trois des quatre épreuves disputées. Adversaire numéro 1 de Fangio, Alberto Ascari aurait pu contester cette suprématie, mais le pilote Lancia s'est tué en début de saison lors d'essais privés à Monza, entraînant la retraite sportive du constructeur italien.
Le dramatique accident des 24 Heures du Mans a eu pour conséquence une interdiction provisoire de la compétition automobile sur circuit dans plusieurs pays d'Europe, entraînant l'annulation de quatre manches mondiales (France, Allemagne, Suisse et Espagne). De fait, le Grand Prix de Grande-Bretagne est désormais l'avant-dernière épreuve du championnat. Fangio compte quatorze points d'avance sur Stirling Moss, second pilote Mercedes. Il suffit à l'Argentin de terminer la course dans le sillage de son coéquipier pour s'assurer un troisième titre mondial.

### Le circuit

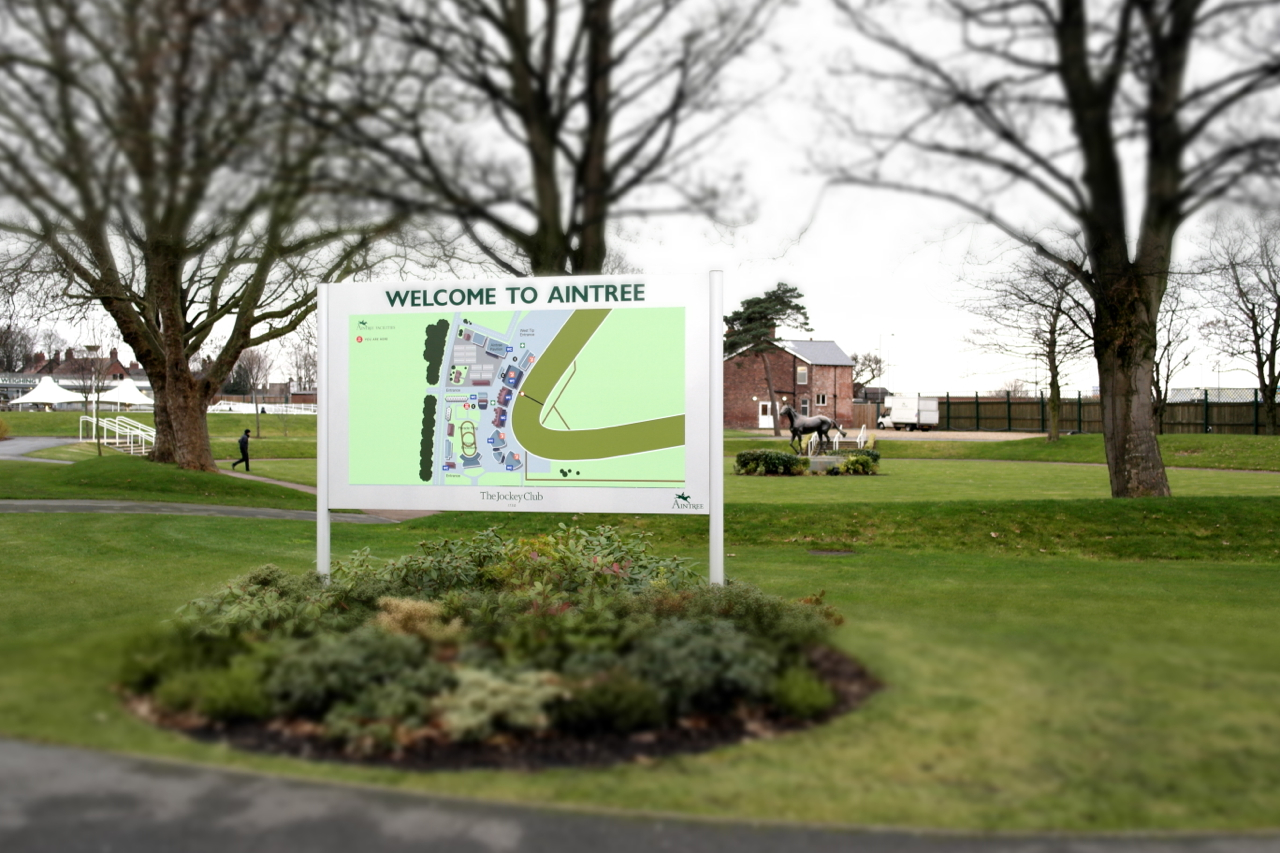
Le circuit est tracé sur le site de l'hippodrome d'Aintree.

Le circuit est situé au nord de la petite ville d'Aintree (près de Liverpool), à l'intérieur du célèbre hippodrome de la ville. Développant 4,8 km, c'est une piste sinueuse et difficile, offrant une excellente visibilité aux pilotes et aux spectateurs. Créée en 1954, elle a été utilisée pour la première fois en octobre de cette même année à l'occasion du Daily Telegraph Trophy remporté par la Maserati de Stirling Moss. Moss avait à cette occasion établi le record de la piste à 139,3 km/h de moyenne.

## Monoplaces en lice
- Mercedes-Benz W196 "Usine"

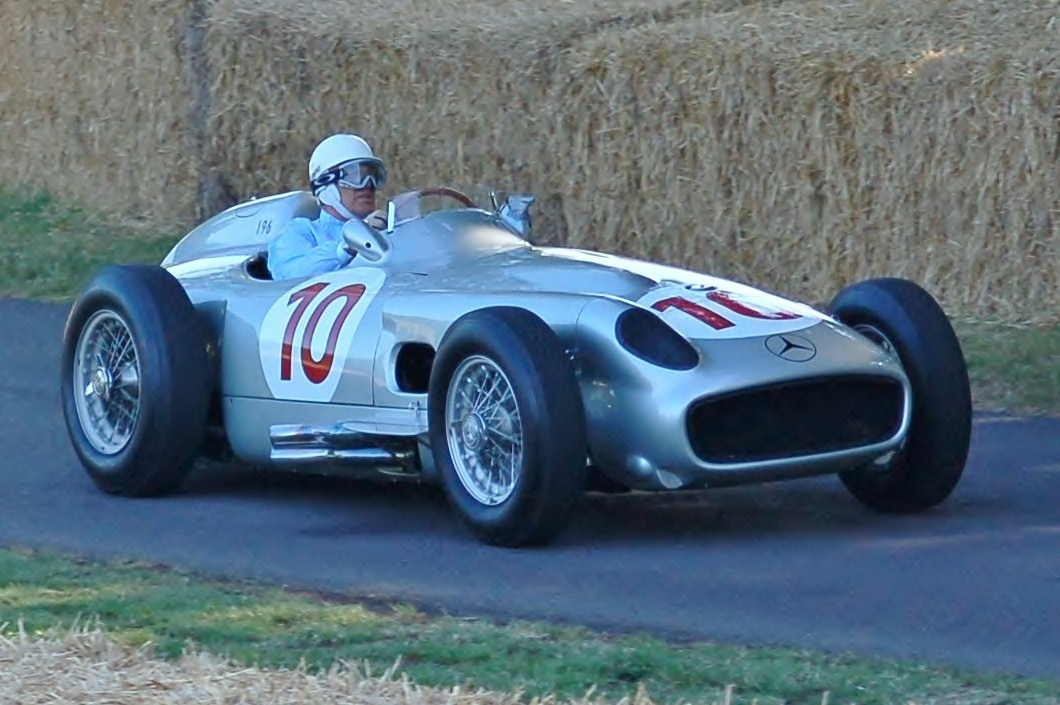
Une Mercedes W196 lors d'une manifestation historique.

Quatre W196 à carrosserie ouverte ont été engagées par le constructeur de Stuttgart. Pesant environ 690 kg à vide, elles disposent d'un moteur à huit cylindres en ligne alimenté par injection directe et à distribution desmodromique, autorisant une puissance de 290 chevaux à 8500 tr/min. La boîte de vitesses ZF est à cinq rapports, et le freinage est assuré par quatre gros tambours, dont deux montés "inboard" à l'arrière. Juan Manuel Fangio et Stirling Moss disposent des versions à empattement court (2150 mm), tandis que Karl Kling et Piero Taruffi (qui débute dans l'équipe) se sont vu attribuer les versions à empattement moyen (2210 mm).
- Ferrari 625 "Usine"

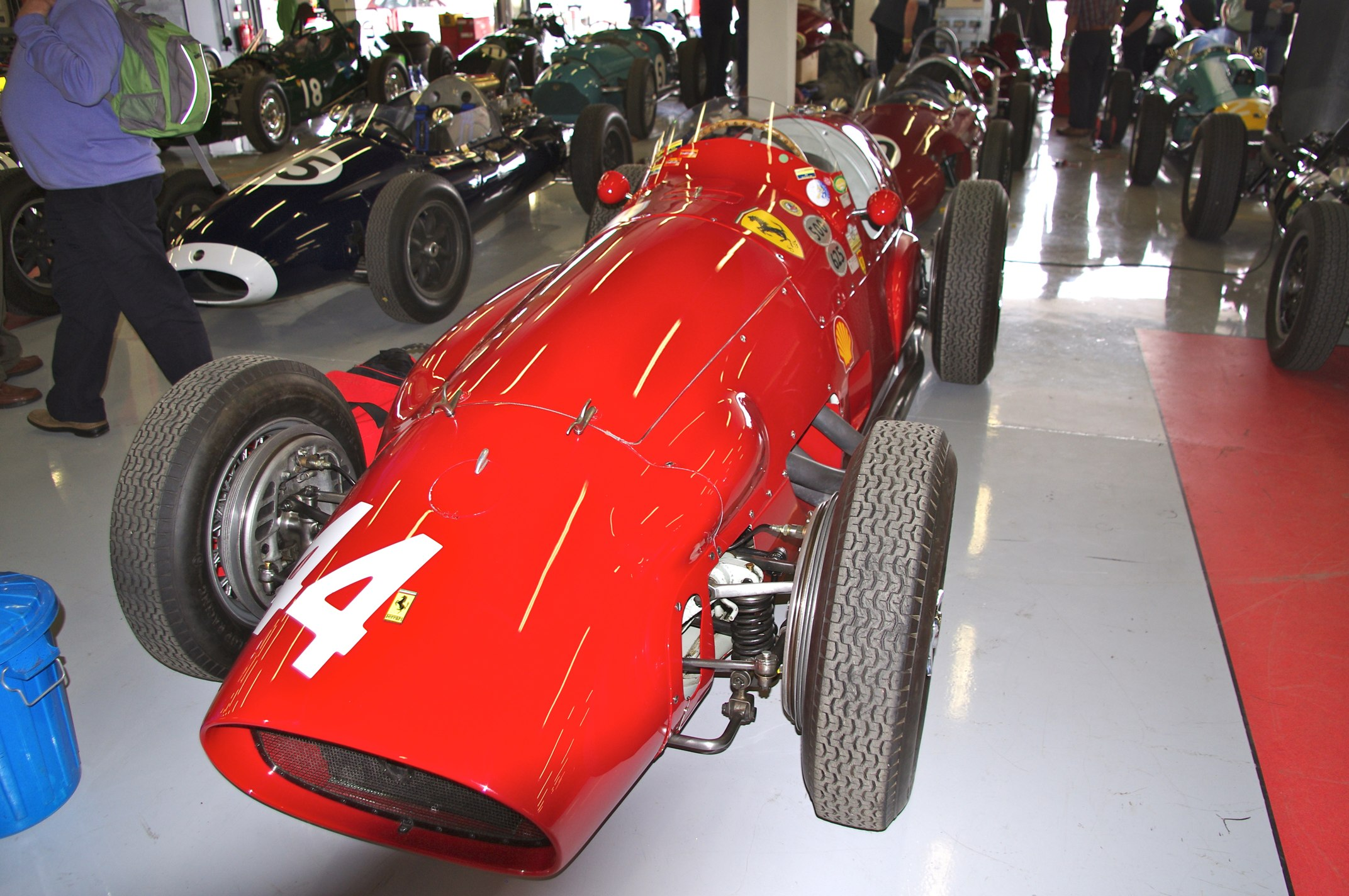
La Ferrari 625, dérivée de la 500 F2.

La Scuderia Ferrari a renoncé à aligner ses modèles 555 'Super Squalo', les jugeant peu adaptés au tracé sinueux d'Aintree. Mike Hawthorn, Maurice Trintignant et Eugenio Castellotti disposent des anciens modèles 625 (dérivés de la 500 F2), dont la tenue de route est jugée plus sure. Ces monoplaces sont équipées d'un moteur à quatre cylindres en ligne développant environ 250 chevaux à 7500 tr/min, et leur poids est de l'ordre de 630 kg.
- Maserati 250F "Usine"

Au nombre de huit, les 250F sont les monoplaces les plus représentées du plateau. L'usine en aligne quatre pour Jean Behra, Roberto Mieres, Luigi Musso et André Simon, les quatre autres, engagées à titre privé, étant pilotées par Peter Collins, Roy Salvadori, Lance Macklin et Horace Gould. Ces voitures sont équipées d'un moteur six cylindres en ligne développant près de 250 chevaux à 7200 tr/min et pèsent 620 kg.
- Gordini T16 "Usine"

La nouvelle Type 32 à huit cylindres n'étant pas prête, Amédée Gordini a engagé trois anciens modèles T16, confiés à 
Robert Manzon, Hermano da Silva Ramos et Mike Sparken. Manquant de puissance (à peine 220 chevaux) et ne bénéficiant pas d'une préparation adéquate à cause de moyens financiers limités, ces monoplaces ne peuvent espérer un résultat honorable, malgré l'atout de leur légèreté (moins de 600 kg à vide).
- Vanwall VW55 "Usine"

Hawthorn ayant quitté Vanwall en cours de saison, c'est désormais l'Américain Harry Schell qui est chargé de la mise au point de cette monoplace à moteur quatre cylindres à injection, développant 250 chevaux à 7000 tr/min. Équipée de freins à disques, elle pèse 570 kg à vide. Tony Vanderwell a engagé deux voitures, Schell étant épaulé par Ken Wharton, désormais rétabli des suites de son accident survenu lors de l'International Trophy.
- Connaught B "Usine"

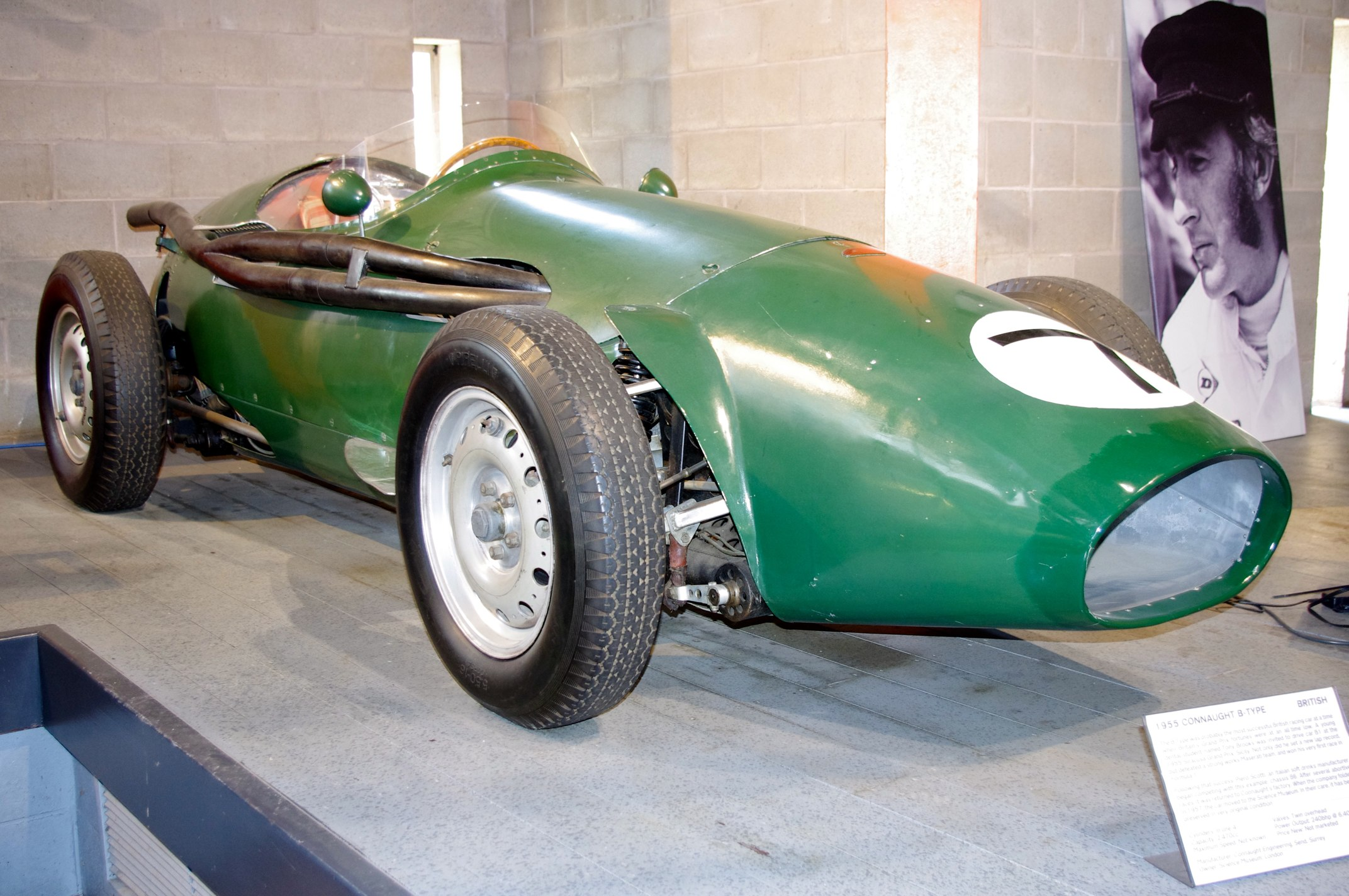
La Connaught Type B dans sa version non carénée.

Connaught Engineering a engagé deux monoplaces 'Type B' carénées, motorisées par un quatre cylindres Alta développant 240 chevaux à 6500 tr/min. Équipées de freins à disques, ces voitures pèsent 590 kg à vide. Elles sont pilotées par Kenneth McAlpine et Jack Fairman. Leslie Marr dispose d'une voiture identique, engagée à titre privé. Rob Walker a engagé une version à carrosserie ouverte de cette monoplace, confiée à Tony Rolt.
- Cooper T40

Bien qu'officiellement engagée par l'usine, la Cooper T40 a été entièrement réalisée par Jack Brabham. Cette monoplace carénée devait à l'origine être équipée du moteur six cylindres 2,2 litres Bristol, en position centrale arrière. N'ayant pu en disposer, le pilote australien a dû se rabattre sur l'antique six cylindres deux litres de la marque, développant seulement 140 chevaux, lui interdisant tout espoir de bien figurer.

## Coureurs inscrits
| no | Pilote                 | Écurie                    | Constructeur  | Modèle                | Moteur           | Pneumatiques |
| -- | ---------------------- | ------------------------- | ------------- | --------------------- | ---------------- | ------------ |
| 2  | Jean Behra             | Officine Alfieri Maserati | Maserati      | Maserati 250F         | Maserati L6      | P            |
| 4  | Luigi Musso            | Officine Alfieri Maserati | Maserati      | Maserati 250F         | Maserati L6      | P            |
| 6  | Roberto Mieres         | Officine Alfieri Maserati | Maserati      | Maserati 250F         | Maserati L6      | P            |
| 8  | André Simon            | Officine Alfieri Maserati | Maserati      | Maserati 250F         | Maserati L6      | P            |
| 10 | Juan Manuel Fangio     | Daimler Benz AG           | Mercedes-Benz | Mercedes-Benz W196    | Mercedes-Benz L8 | C            |
| 12 | Stirling Moss          | Daimler Benz AG           | Mercedes-Benz | Mercedes-Benz W196    | Mercedes-Benz L8 | C            |
| 14 | Karl Kling             | Daimler Benz AG           | Mercedes-Benz | Mercedes-Benz W196    | Mercedes-Benz L8 | C            |
| 16 | Mike Hawthorn          | Scuderia Ferrari          | Ferrari       | Ferrari 625           | Ferrari L4       | E            |
| 18 | Maurice Trintignant    | Scuderia Ferrari          | Ferrari       | Ferrari 625           | Ferrari L4       | E            |
| 20 | Eugenio Castellotti    | Scuderia Ferrari          | Ferrari       | Ferrari 625           | Ferrari L4       | E            |
| 22 | Robert Manzon          | Équipe Gordini            | Gordini       | Gordini T16           | Gordini L6       | E            |
| 24 | Hermano da Silva Ramos | Équipe Gordini            | Gordini       | Gordini T16           | Gordini L6       | E            |
| 26 | Mike Sparken           | Équipe Gordini            | Gordini       | Gordini T16           | Gordini L6       | E            |
| 28 | Ken Wharton            | Vandervell Products       | Vanwall       | Vanwall VW55          | Vanwall L4       | P            |
| 30 | Harry Schell           | Vandervell Products       | Vanwall       | Vanwall VW55          | Vanwall L4       | P            |
| 32 | Kenneth McAlpine       | Connaught Engineering     | Connaught     | Connaught B (carénée) | Alta L4          | D            |
| 34 | Jack Fairman           | Connaught Engineering     | Connaught     | Connaught B (carénée) | Alta L4          | D            |
| 36 | Tony Rolt              | RRC Walker Racing Team    | Connaught     | Connaught B           | Alta L4          | D            |
| 38 | Leslie Marr            | Privé                     | Connaught     | Connaught B (carénée) | Alta L4          | D            |
| 40 | Jack Brabham           | Cooper Car Company        | Cooper        | Cooper T40            | Bristol L6       | D            |
| 42 | Peter Collins          | Owen Racing Organisation  | Maserati      | Maserati 250F         | Maserati L6      | D            |
| 44 | Roy Salvadori          | Gilby Engineering         | Maserati      | Maserati 250F         | Maserati L6      | D            |
| 46 | Lance Macklin          | Stirling Moss Ltd         | Maserati      | Maserati 250F         | Maserati L6      | D            |
| 48 | Horace Gould           | Gould's Garage            | Maserati      | Maserati 250F         | Maserati L6      | D            |
| 50 | Piero Taruffi          | Daimler Benz AG           | Mercedes-Benz | Mercedes-Benz W196    | Mercedes-Benz L8 | C            |

## Qualifications
Les essais qualificatifs ont lieu les jeudi et vendredi précédant la course. Beaucoup découvrent le circuit, et pratiquement tous les pilotes sont en piste dès la première session, désireux d'assimiler le tracé au plus vite. Stirling Moss est un des rares à connaître la piste, il se montre d'entrée le plus rapide au volant de sa Mercedes à châssis court. Il améliore son temps le vendredi, à plus de 144 km/h de moyenne, s'octroyant la pole position. Juan Manuel Fangio réalise un chrono pratiquement identique, à seulement deux dixièmes de seconde de son coéquipier. Troisième à une seconde de Moss, Jean Behra complète la première ligne, s'étant montré plus rapide que les deux autres Mercedes pilotées par Karl Kling et Piero Taruffi.
| Pos. | no | Pilote                 | Écurie        | Temps        | Écart    |
| ---- | -- | ---------------------- | ------------- | ------------ | -------- |
| 1    | 12 | Stirling Moss          | Mercedes-Benz | 2 min 00 s 4 |          |
| 2    | 10 | Juan Manuel Fangio     | Mercedes-Benz | 2 min 00 s 6 | + 0 s 2  |
| 3    | 2  | Jean Behra             | Maserati      | 2 min 01 s 4 | + 1 s 0  |
| 4    | 14 | Karl Kling             | Mercedes-Benz | 2 min 02 s 0 | + 1 s 6  |
| 5    | 50 | Piero Taruffi          | Mercedes-Benz | 2 min 03 s 0 | + 2 s 6  |
| 6    | 6  | Roberto Mieres         | Maserati      | 2 min 03 s 2 | + 2 s 8  |
| 7    | 30 | Harry Schell           | Vanwall       | 2 min 03 s 8 | + 3 s 4  |
| 8    | 8  | André Simon            | Maserati      | 2 min 04 s 0 | + 3 s 6  |
| 9    | 4  | Luigi Musso            | Maserati      | 2 min 04 s 2 | + 3 s 8  |
| 10   | 20 | Eugenio Castellotti    | Ferrari       | 2 min 05 s 0 | + 4 s 6  |
| 11   | 22 | Robert Manzon          | Gordini       | 2 min 05 s 0 | + 4 s 6  |
| 12   | 16 | Mike Hawthorn          | Ferrari       | 2 min 05 s 4 | + 5 s 0  |
| 13   | 18 | Maurice Trintignant    | Ferrari       | 2 min 05 s 4 | + 5 s 0  |
| 14   | 36 | Tony Rolt              | Connaught     | 2 min 06 s 6 | + 6 s 2  |
| 15   | 28 | Ken Wharton            | Vanwall       | 2 min 08 s 4 | + 8 s 0  |
| 16   | 46 | Lance Macklin          | Maserati      | 2 min 08 s 4 | + 8 s 0  |
| 17   | 32 | Kenneth McAlpine       | Connaught     | 2 min 09 s 6 | + 9 s 2  |
| 18   | 24 | Hermano da Silva Ramos | Gordini       | 2 min 10 s 6 | + 10 s 2 |
| 19   | 38 | Leslie Marr            | Connaught     | 2 min 11 s 6 | + 11 s 2 |
| 20   | 46 | Roy Salvadori          | Maserati      | 2 min 11 s 6 | + 11 s 2 |
| 21   | 34 | Jack Fairman           | Connaught     | 2 min 11 s 6 | + 11 s 2 |
| 22   | 48 | Horace Gould           | Maserati      | 2 min 11 s 8 | + 11 s 4 |
| 23   | 26 | Mike Sparken           | Gordini       | 2 min 12 s 6 | + 12 s 2 |
| 24   | 42 | Peter Collins          | Gordini       | 2 min 13 s 4 | + 13 s 0 |
| 25   | 40 | Jack Brabham           | Cooper        | 2 min 27 s 4 | + 27 s 0 |

## Grille de départ du Grand Prix
| 1re ligne | Pos. 1                          |                                  | Pos. 2                            |                                    | Pos. 3                           |
|           | Moss Mercedes-Benz 2 min 00 s 4 |                                  | Fangio Mercedes-Benz 2 min 00 s 6 |                                    | Behra Maserati 2 min 01 s 4      |
| 2e ligne  |                                 | Pos. 4                           |                                   | Pos. 5                             |                                  |
|           |                                 | Kling Mercedes-Benz 2 min 02 s 0 |                                   | Taruffi Mercedes-Benz 2 min 03 s 0 |                                  |
| 3e ligne  | Pos. 6                          |                                  | Pos. 7                            |                                    | Pos. 8                           |
|           | Mieres Maserati 2 min 03 s 2    |                                  | Schell Vanwall 2 min 03 s 8       |                                    | Simon Maserati 2 min 04 s 0      |
| 4e ligne  |                                 | Pos. 9                           |                                   | Pos. 10                            |                                  |
|           |                                 | Musso Maserati 2 min 04 s 2      |                                   | Castellotti Ferrari 2 min 05 s 0   |                                  |
| 5e ligne  | Pos. 11                         |                                  | Pos. 12                           |                                    | Pos. 13                          |
|           | Manzon Gordini 2 min 05 s 0     |                                  | Hawthorn Ferrari 2 min 05 s 4     |                                    | Trintignant Ferrari 2 min 05 s 4 |
| 6e ligne  |                                 | Pos. 14                          |                                   | Pos. 15                            |                                  |
|           |                                 | Rolt Connaught 2 min 06 s 6      |                                   | Wharton Vanwall 2 min 08 s 4       |                                  |
| 7e ligne  | Pos. 16                         |                                  | Pos. 17                           |                                    | Pos. 18                          |
|           | Macklin Maserati 2 min 08 s 4   |                                  | McAlpine Connaught 2 min 09 s 6   |                                    | Silva Ramos Gordini 2 min 10 s 6 |
| 8e ligne  |                                 | Pos. 19                          |                                   | Pos. 20                            |                                  |
|           |                                 | Marr Connaught 2 min 11 s 6      |                                   | Salvadori Maserati 2 min 11 s 6    |                                  |
| 9e ligne  | Pos. 21                         |                                  | Pos. 22                           |                                    | Pos. 23                          |
|           | Emplacement vide                |                                  | Gould Maserati 2 min 11 s 8       |                                    | Sparken Gordini 2 min 12 s 6     |
| 10e ligne |                                 | Pos. 24                          |                                   | Pos. 25                            |                                  |
|           |                                 | Collins Maserati 2 min 13 s 4    |                                   | Brabham Cooper 2 min 27 s 4        |                                  |

- Une place en neuvième ligne est restée vacante à la suite du forfait de Fairman (qualifié vingt-et-unième sur sa Connaught), pour cause mécanique[10].

## Déroulement de la course
Le départ est donné le samedi à 14 h 30, par temps chaud et ensoleillé. Environ cent mille spectateurs assistent à la course. Les deux Mercedes de Juan Manuel Fangio et Stirling Moss sont les plus rapides au départ, alors que Jean Behra (Maserati), également en première ligne, hésite et se fait déborder par les Mercedes de Karl Kling et Piero Taruffi. Fangio et Moss repassent roues dans roues devant les stands, quelques secondes devant Behra qui a dépassé Taruffi puis Kling au cours de ce premier tour. Au troisième passage, Moss a pris la tête devant Fangio, tandis que Behra, troisième, ne peut suivre le rythme et perd du terrain sur les hommes de tête. Derrière, on assiste à une belle bagarre pour la quatrième place entre Roberto Mieres (Maserati), Kling et Taruffi. Au septième passage, le retard de Behra, qui roule isolé, s'élève à quatorze secondes, et la victoire semble déjà acquise aux Mercedes, d'autant que le pilote français renonce au cours du dixième tour, conduite d'huile cassée. Moss et Fangio comptent alors près d'une trentaine de secondes d'avance sur leur coéquipier Kling, toujours talonné par Mieres. Taruffi suit à quelques secondes, suivi de près par Luigi Musso (Maserati). Parti de la dernière ligne sur une Maserati privée, Peter Collins effectue un beau début de course et occupe la huitième position, derrière la première Ferrari pilotée par Mike Hawthorn.
Au onzième tour, Musso dépasse Taruffi ; ces deux pilotes rejoignent bientôt Kling et Mieres, qui se disputent la troisième place. La lutte est intense dans ce groupe de quatre voitures. Au dix-huitième tour, Fangio reprend le commandement à Moss, tandis que Mieres parvient à dépasser Kling pour le gain de la troisième place. Kling redouble Mieres deux boucles plus tard, tandis que Taruffi dépasse Musso. En tête, Fangio est suivi comme son ombre par Moss, mais la bataille entre les deux pilotes reste très courtoise, le champion argentin allant jusqu'à élargir volontairement sa trajectoire pour faciliter les dépassements d'attardés à son coéquipier. Moss reprend l'avantage au cours du vingt-sixième tour, et commence à se détacher légèrement, au rythme d'une demi-seconde au tour. Collins, qui roulait en septième position après avoir dépassé la Ferrari d'Hawthorn, abandonne au cours du trentième tour, embrayage hors d'usage. Jusqu'à la mi-course, les positions des quatre premiers ne vont plus évoluer, tandis que Musso et Taruffi, toujours à la lutte, se succèdent à la cinquième place. Septième, Hawthorn compte un tour de retard sur les hommes de tête ; le pilote britannique semble en difficulté et s'arrête à la fin du quarante-sixième tour pour céder sa place à son coéquipier Eugenio Castellotti, qui avait abandonné en début de course.
Moss compte alors environ dix secondes d'avance sur Fangio et cinquante sur Kling qui se retrouve bientôt isolé, Mieres étant lâché par son moteur. Musso, quatrième, a réussi à prendre quelques secondes d'avance sur Taruffi, mais le vétéran italien commence à accélérer l'allure et regagne progressivement du terrain. En quelques tours, il effectue la jonction et au cinquante-sixième passage devant les stands, il est devant son adversaire, qui perd rapidement du terrain. Quatre Mercedes sont désormais en tête ! La fin de course n'apporte aucun changement au classement. Fangio parvient à revenir dans les roues de Moss en fin d'épreuve, mais le jeune Britannique conserve l'avantage jusqu'au bout, franchissant la ligne avec une demi-longueur d'avance sur l'Argentin, qui grâce à sa deuxième place conquiert un troisième titre mondial. Terminant aux quatre premières places, les Mercedes se sont une nouvelle fois révélées imbattables et ont littéralement ridiculisé leurs adversaires, Musso, cinquième, étant relégué à près de deux tours du vainqueur. La Ferrari d'Hawthorn, reprise par Castellotti, ne termine que sixième, à plus de trois tours du vainqueur. C'est la première fois depuis le Grand Prix de Belgique 1950 qu'aucune Ferrari ne termine dans les points !

### Classements intermédiaires
Classements intermédiaires des monoplaces aux premier, troisième, septième, dixième, quinzième, vingtième, trentième, quarantième, cinquantième, soixantième et soixante-quinzième tours.

### Classement de la course

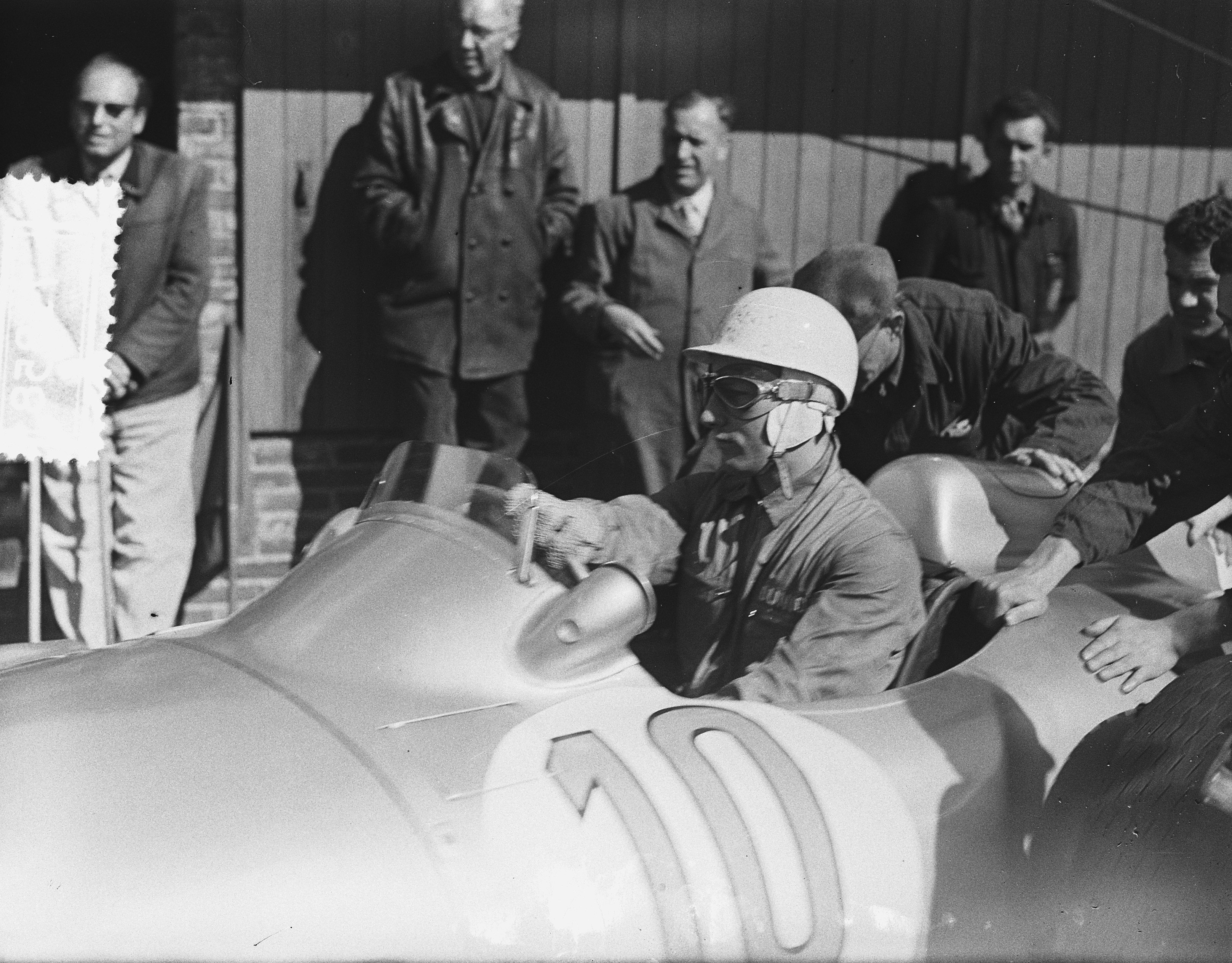
Première victoire en championnat du monde pour Stirling Moss (vu ici à Zandvoort en 1955).

| Pos  | No | Pilote                            | Écurie         | Tours | Temps/Abandon                      | Grille | Points |
| ---- | -- | --------------------------------- | -------------- | ----- | ---------------------------------- | ------ | ------ |
| 1    | 12 | Stirling Moss                     | Mercedes-Benz  | 90    | 3 h 07 min 21 s 2                  | 1      | 9      |
| 2    | 10 | Juan Manuel Fangio                | Mercedes-Benz  | 90    | 3 h 07 min 21 s 2 (+ 0 s 2)        | 2      | 6      |
| 3    | 14 | Karl Kling                        | Mercedes-Benz  | 90    | 3 h 08 min 33 s 0 (+ 1 min 11 s 8) | 4      | 4      |
| 4    | 50 | Piero Taruffi                     | Mercedes-Benz  | 89    | 3 h 07 min 36 s 0 (+ 1 tour)       | 5      | 3      |
| 5    | 4  | Luigi Musso                       | Maserati       | 89    | 3 h 09 min 29 s 0 (+ 1 tour)       | 9      | 2      |
| 6    | 16 | Mike Hawthorn Eugenio Castellotti | Ferrari        | 87    | 3 h 08 s 27 s 2 (+ 3 tours)        | 12     |        |
| 7    | 26 | Mike Sparken                      | Gordini        | 81    | 3 h 08 s 19 s 0 (+ 9 tours)        | 23     |        |
| 8    | 46 | Lance Macklin                     | Maserati       | 79    | 3 h 08 s 28 s 0 (+ 11 tours)       | 16     |        |
| 9    | 28 | Ken Wharton Harry Schell          | Vanwall        | 72    | 3 h 08 s 02 s 2 (+ 18 tours)       | 15     |        |
| Abd. | 18 | Maurice Trintignant               | Ferrari        | 59    | Surchauffe moteur                  | 13     |        |
| Abd. | 6  | Roberto Mieres                    | Maserati       | 47    | Moteur                             | 6      |        |
| Abd. | 40 | Jack Brabham                      | Cooper-Bristol | 30    | Moteur                             | 25     |        |
| Abd. | 32 | Kenneth McAlpine                  | Connaught-Alta | 30    | Pression d'huile                   | 17     |        |
| Abd. | 42 | Peter Collins                     | Maserati       | 29    | Embrayage                          | 24     |        |
| Abd. | 24 | Hermano da Silva Ramos            | Gordini        | 26    | Pression d'huile                   | 18     |        |
| Abd. | 44 | Roy Salvadori                     | Maserati       | 23    | Boîte de vitesses                  | 20     |        |
| Abd. | 48 | Horace Gould                      | Maserati       | 22    | Freins                             | 22     |        |
| Abd. | 30 | Harry Schell                      | Vanwall        | 20    | Accélérateur                       | 7      |        |
| Abd. | 36 | Tony Rolt Peter Walker            | Connaught-Alta | 19    | Transmission                       | 14     |        |
| Abd. | 38 | Leslie Marr                       | Connaught-Alta | 18    | Freins                             | 19     |        |
| Abd. | 20 | Eugenio Castellotti               | Ferrari        | 16    | Transmission                       | 10     |        |
| Abd. | 8  | André Simon                       | Maserati       | 9     | Boîte de vitesses                  | 8      |        |
| Abd. | 2  | Jean Behra                        | Maserati       | 9     | Fuite d'huile                      | 3      |        |
| Abd. | 22 | Robert Manzon                     | Gordini        | 4     | Transmission                       | 11     |        |
| Np.  | 34 | Jack Fairman                      | Connaught-Alta |       | Moteur                             | 21     |        |

Légende:
- Abd.= Abandon - Np.=Non partant

### Pole position et record du tour
- Pole position :  Stirling Moss en 2 min 0 s 4 (vitesse moyenne : 144,359 km/h). Temps réalisé lors de la deuxième journée d'essais[9].
- Meilleur tour en course :  Stirling Moss en 2 min 0 s 4 (vitesse moyenne : 144,359 km/h) au quatre-vingt-huitième tour.

### Tours en tête
- Juan Manuel Fangio : 10 tours (1-2 / 18-25)
- Stirling Moss : 80 tours (3-17 / 26-90)

## Classement général à l'issue de la course
- attribution des points : 8, 6, 4, 3, 2 respectivement aux cinq premiers de chaque épreuve et 1 point supplémentaire pour le pilote ayant accompli le meilleur tour en course (signalé par un astérisque)
- Le règlement permet aux pilotes de se relayer sur une même voiture, les points éventuellement acquis étant alors partagés. En Argentine, González, Farina et Trintignant marquent chacun deux points pour leur deuxième place, Farina, Trintignant et Maglioli marquent chacun un point un tiers pour leur troisième place, Herrmann, Kling et Moss marquent chacun un point pour leur quatrième place. Fait exceptionnel, Farina et Trintignant cumulent les points des deuxième et troisième places. À Monaco, Behra et Perdisa marquent chacun deux points pour leur troisième place. À Indianapolis, Bettenhausen et Russo marquent chacun trois points pour leur seconde place, Faulkner et Homeier chacun un point pour leur cinquième place. En Belgique, Mieres et Behra marquent chacun un point pour leur cinquième place.
- Sur onze épreuves qualificatives initialement prévues pour le championnat du monde 1955, sept seulement seront effectivement courues, les Grands Prix de France (programmé le 3 juillet), d'Allemagne (programmé le 31 juillet), de Suisse (programmé le 21 août) et d'Espagne (programmé le 23 octobre) ayant été annulés au lendemain de la catastrophe des 24 Heures du Mans[9].

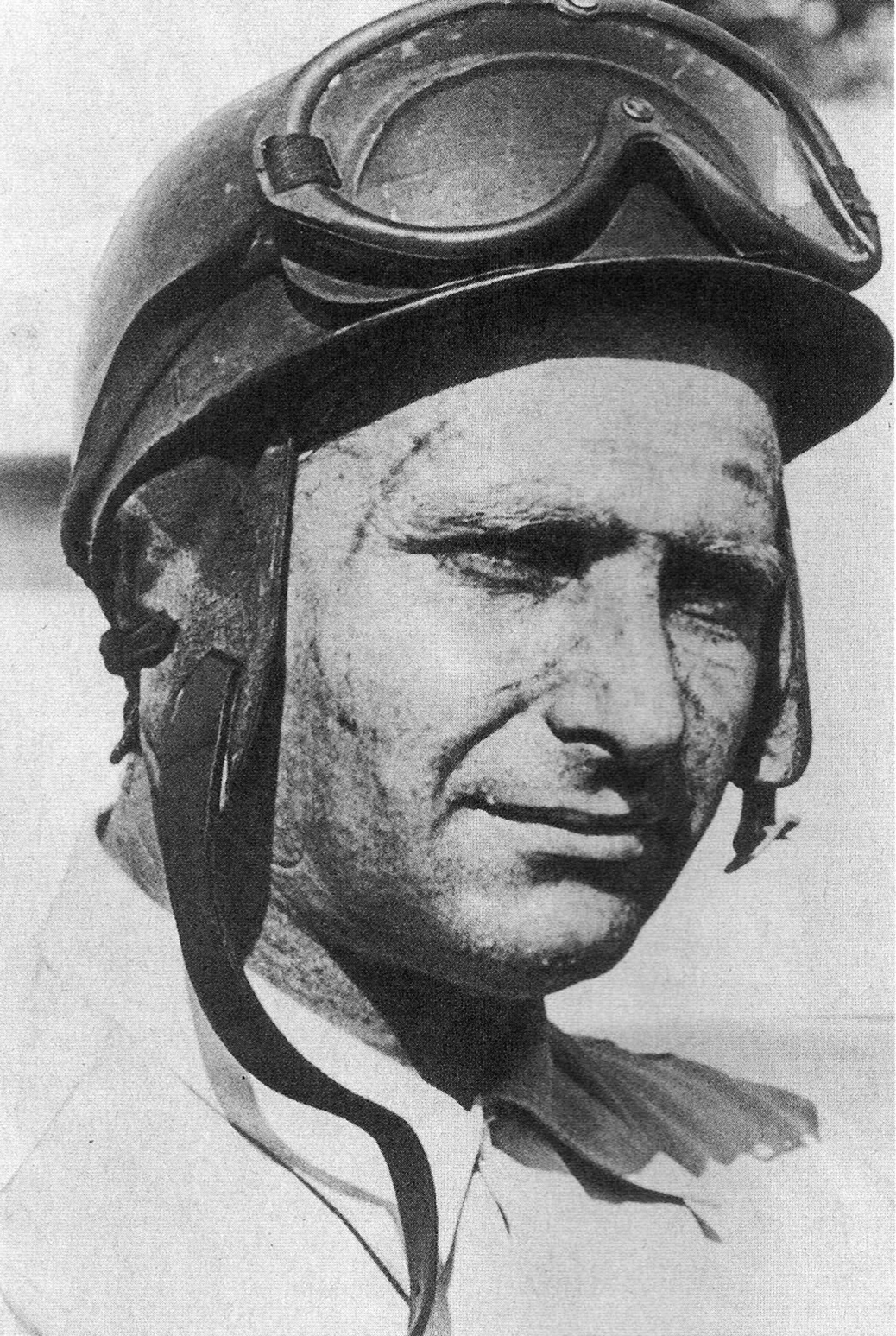
La deuxième place de Fangio en Grande-Bretagne lui assure un troisième titre mondial.

| Pos. | Pilote                | Écurie           | Points | ARG  | MON | 500 | BEL | NL | GBR | ITA |
| ---- | --------------------- | ---------------- | ------ | ---- | --- | --- | --- | -- | --- | --- |
| 1    | Juan Manuel Fangio    | Mercedes-Benz    | 33     | 9*   | 1*  | -   | 9*  | 8  | 6   |     |
| 2    | Stirling Moss         | Mercedes-Benz    | 22     | 1    | -   | -   | 6   | 6  | 9*  |     |
| 3    | Maurice Trintignant   | Ferrari          | 11,33  | 3,33 | 8   | -   | -   | -  | -   |     |
| 4    | Giuseppe Farina       | Ferrari          | 10,33  | 3,33 | 3   | -   | 4   | -  | -   |     |
| 5    | Bob Sweikert          | Kurtis Kraft     | 8      | -    | -   | 8   | -   | -  | -   |     |
|      | Eugenio Castellotti   | Lancia & Ferrari | 8      | -    | 6   | -   | -   | 2  | -   |     |
| 7    | Roberto Mieres        | Maserati         | 7      | 2    | -   | -   | 1   | 4* | -   |     |
| 8    | Luigi Musso           | Maserati         | 6      | -    | -   | -   | -   | 4  | 2   |     |
| 9    | Karl Kling            | Mercedes-Benz    | 5      | 1    | -   | -   | -   | -  | 4   |     |
| 10   | Jimmy Davies          | Kurtis Kraft     | 4      | -    | -   | 4   | -   | -  | -   |     |
| 11   | Tony Bettenhausen     | Kurtis Kraft     | 3      | -    | -   | 3   | -   | -  | -   |     |
|      | Paul Russo            | Kurtis Kraft     | 3      | -    | -   | 3   | -   | -  | -   |     |
|      | Jean Behra            | Maserati         | 3      | -    | 2   | -   | 1   | -  | -   |     |
|      | Johnny Thomson        | Kuzma            | 3      | -    | -   | 3   | -   | -  | -   |     |
|      | Paul Frère            | Ferrari          | 3      | -    | -   | -   | 3   | -  | -   |     |
|      | Piero Taruffi         | Mercedes-Benz    | 3      | -    | -   | -   | -   | -  | 3   |     |
| 17   | José Froilán González | Ferrari          | 2      | 2    | -   | -   | -   | -  | -   |     |
|      | Cesare Perdisa        | Maserati         | 2      | -    | 2   | -   | -   | -  | -   |     |
|      | Luigi Villoresi       | Lancia           | 2      | -    | 2   | -   | -   | -  | -   |     |
| 20   | Umberto Maglioli      | Ferrari          | 1,33   | 1,33 | -   | -   | -   | -  | -   |     |
| 21   | Hans Herrmann         | Mercedes-Benz    | 1      | 1    | -   | -   | -   | -  | -   |     |
|      | Walt Faulkner         | Kurtis Kraft     | 1      | -    | -   | 1   | -   | -  | -   |     |
|      | Bill Homeier          | Kurtis Kraft     | 1      | -    | -   | 1   | -   | -  | -   |     |
|      | Bill Vukovich         | Kurtis Kraft     | 1      | -    | -   | 1*  | -   | -  | -   |     |

## À noter
- 1re victoire en championnat du monde pour Stirling Moss ; le pilote britannique avait, auparavant, remporté 3 Grands Prix de Formule 1 (en 1954[2]) ; il s'agit donc de sa quatrième victoire en formule 1.
- 8e victoire en championnat du monde pour Mercedes en tant que constructeur.
- 8e victoire en championnat du monde pour Mercedes en tant que motoriste.
- 1er Grand Prix de championnat du monde pour Jack Brabham.
- 1er et unique Grand Prix de championnat du monde pour Mike Sparken.
- 13e et dernier Grand Prix de championnat du monde pour Lance Macklin.
- 7e et dernier Grand Prix de championnat du monde pour Kenneth McAlpine.
- 3e et dernier Grand Prix de championnat du monde pour Tony Rolt.
- 4e et dernier Grand Prix de championnat du monde pour Peter Walker.
- 2e et dernier Grand Prix de championnat du monde pour Leslie Marr.
- À l'issue de cette course, Juan Manuel Fangio est champion du monde des pilotes.

- Voitures copilotées :
  - n° 16 : Mike Hawthorn (46 tours) et Eugenio Castellotti (41 tours).
  - n° 28 : Ken Wharton (50 tours) et Harry Schell (22 tours).
  - n° 36 : Tony Rolt (10 tours) et Peter Walker (9 tours).